# Ferrara
Ferrara (Fràra ['fra:ra] en el dialecte de Ferrara) és un municipi italià capital de la província homònima, dins la regió d'Emília-Romanya. L'any 2007 tenia 133.591 habitants.
Situada a la plana d'Emilia, a la vora del Po de Volano —que separa la ciutat del burg medieval de Sant Giorgio i delimita la frontera amb els nous assentaments contemporanis al sud de la muralla—, la ciutat té una estructura urbanística que es remunta al segle xiv, quan era governada per la família dels Este. Ferrara viu la seva edat d'or a la baixa edat mitjana i el Renaixement, sota el govern de la família Este, època en què es transforma en un centre artístic de gran importància, no només a italià sinó també a nivell europeu, i arriba a rebre personalitats com Ludovico Ariosto i Torquato Tasso, Nicolau Copèrnic i Paracelsus, Andrea Mantegna i Tiziano, Pico della Mirandola i Pietro Bembo.
Ferrara és un dels quatre caps de província italians (amb Bergamo, Lucca i Grosseto) que tenen el centre històric totalment envoltat d'una muralla que s'ha mantingut gairebé intacta al llarg dels segles. El disseny de Biagio Rossetti la va convertir en la primera ciutat moderna d'Europa, de la qual cosa se'n deriva —en gran part— el reconeixement del centre històric, el 1995, com a Patrimoni Mundial de la Humanitat, ampliat el 1999 al Delta del Po. Ferrara, amb Ravenna i Pisa, és també una de les primeres città del silenzio esmentades en els Laudi de Gabriele D'Annunzio.
Ferrara és una antiga seu universitària (Università degli Studi di Ferrara) i seu arquebisbal (Arxidiòcesi de Ferrara-Comacchio). És seu d'importants centres culturals: la Pinacoteca Nazionale del Palazzo dei Diamanti, la seu de la Fondazione Ermitage Italia, el Museo Archeologico Nazionale, el Museo del Risorgimento e della Resistenza, el Museo d'arte moderna e contemporanea Filippo de Pisis, el Museo della Cattedrale, el Museo Giovanni Boldini i molts altres museus.

## Etimologia
L'origen del nom de Ferrara no és clar; de fet, existeix més d'una hipòtesi que l'explica. Alguns han pensat en una derivació bíblica: de Ferrato, fill de Cam i net de Noè. Altres afirmen que Ferrara fou fundada per un tal Marco que va anar al lloc amb la seva gent; entre aquests hi hauria un troià, Ferrara, que hauria designat amb aquest nom la ciutat que havia començat a construir. Altres apunten a una derivació de ferro, metall que es trobaria present o es treballaria a la zona. La hipòtesi amb més força però, és la que suposa que el nom prové de "farro", una mena de blat dur, l'aliment més antic dels romans, abundant, sembla, en la zona: "Farraria" és la terra on es conrea el farro. Una herba anomenada "farraria", una espècie de planta aquàtica, en seria un altre possible origen. I finalment, el lloc on es feien les dues fires importants de l'any (diumenge de Rams i el dia de Sant Martí) a les vores del Po, s'anomenava "Feriarum Àrea" (plaça pública de les fires), i d'aquí "Ferraria".
A la porta petita de la catedral de San Giorgio, al cantó dret, hi ha una imatge d'un nen esculpida en marbre, anomenada antigament "Madonna Frara".

## Medi físic

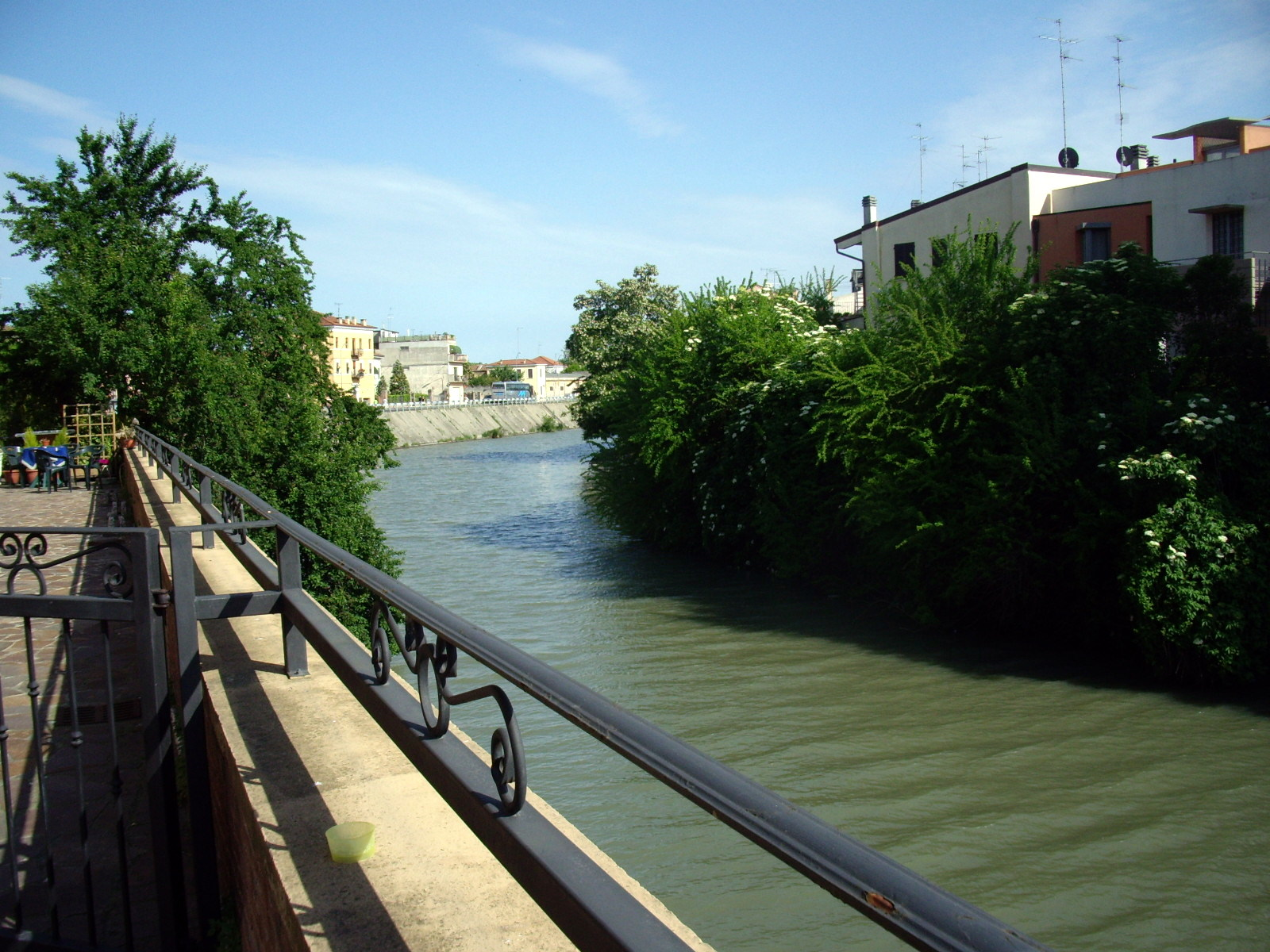
El Po de Volano, al seu pas per Ferrara

La ciutat de Ferrara ocupa una superfície de 404 km² i està situada a la vora d'una branca del delta del riu Po anomenada Po de Volano, a una altitud de 9 m sobre el nivell del mar, a la plana anomenada Padània, que geogràficament correspon a la vall del Po, a pocs quilòmetres de la frontera amb el Veneto i la província de Rovigo. La zona es caracteritza pels nombrosos canals de reg i de drenatge creats al llarg dels segles per garantir la purificació de la terra i per facilitar els assentaments i la producció. De fet, sense els dics i canals, el territori i la mateixa ciutat estarien coberts per les aigües. L'àrea plana garanteix les activitats agrícoles i la pesca. La zona de Ferrara també inclou el Parc Regional del Delta del Po i les Valls de Comacchio a prop del mar Adriàtic.
En aquesta zona són d'importància fonamental els treballs realitzats per Borso, Hèrcules i Alfons d'Este; també els crèdits pontificis, entre els quals cal destacar els de Gregori XIII, de Climent VIII, d'Innocenci X i de Benet XIII. Tots ells són reconeguts com a guardians del territori que ha d'afrontar una sèrie de fenòmens físics i geològics que durien el territori de Ferrara sota el nivell del mar.
Ferrara limita amb els següents municipis: Argenta, Baricella, Bondeno, Canaro, Copparo, Ficarolo, Formignana, Gaiba, Masi Torello, Occhiobello, Ostellato, Poggio Renatico, Stienta, Tresigallo, Vigarano Mainarda, Voghiera

## Clima
Ferrara gaudeix del clima mediterrani. Les primaveres i les tardors són relativament suaus. L'hivern pot ser fred i l'estiu calorós. Els mesos més càlids són el juliol i l'agost, amb una temperatura mitjana màxima de 29 °C. El mes més fred de l'any és el gener, amb una temperatura mitjana màxima de 4 °C.  Ferrara rep una mica més de 630 litres/m2 de precipitacions anualment. El mes més plujós és el novembre, amb 72 l/m2. Els mesos de gener i febrer són els més secs amb 44 l/m2.
|                                      | Gen | Feb | Mar | Abr | Mai | Jun | Jul | Ago | Set | Oct | Nov | Des | Anual |  |
| ------------------------------------ | --- | --- | --- | --- | --- | --- | --- | --- | --- | --- | --- | --- | ----- |  |
| Mitjana de temperatures màximes (°C) | 4   | 8   | 13  | 17  | 22  | 26  | 29  | 29  | 24  | 18  | 11  | 6   |       |  |
| Mitjana de temperatures mínimes (°C) | 1   | 1   | 5   | 9   | 13  | 16  | 19  | 19  | 15  | 11  | 5   | 1   |       |  |
| Precipitacions (mm)                  | 44  | 44  | 49  | 54  | 52  | 55  | 48  | 60  | 52  | 55  | 72  | 49  | 634   |  |
|                                      |     |     |     |     |     |     |     |     |     |     |     |     |       |  |

L'hivern és sever i plujós, fins i tot neva alguna vegada. Les baixes pressions que es formen en aquesta estació porten aire fred, i la posició geogràfica de la ciutat en una mena de conca provoca, en conseqüència, llargs períodes de mal temps. Quan hi ha altes pressions, també romanen les dures condicions meteorològiques a causa de l'entrada d'aire d'origen àrtic, la qual cosa provoca dies assolellats però acompanyats de forts vents gèlids i temperatures properes als zero graus durant les hores centrals del dia i força per sota del zero durant la nit.
El principi de la primavera és una prolongació de l'hivern, i solen persistir els corrents freds. A mesura que avança l'estació, el temps es torna més temperat i estable.
Els estius són calorosos i sufocants a causa de l'alt nivell d'humitat, que rarament baixa del 70%. La xafogor és interrompuda per temporals que poden resultar violents i provocar intenses calamarses. Es poden registrar, d'altra banda, diverses setmanes consecutives assolellades i amb temperatures elevades, a causa de l'anticicló de les Açores i la pujada de l'anticicló africà, que provoca temperatures més altes.
La tardor és fresca, humida i plujosa, i a vegades decididament freda durant la segona part de l'estació, que pot arribar a assemblar-se molt a l'hivern. A més, sovint hi ha molta boira, cosa que fa de Ferrara una de les ciutats amb més boira d'Itàlia.

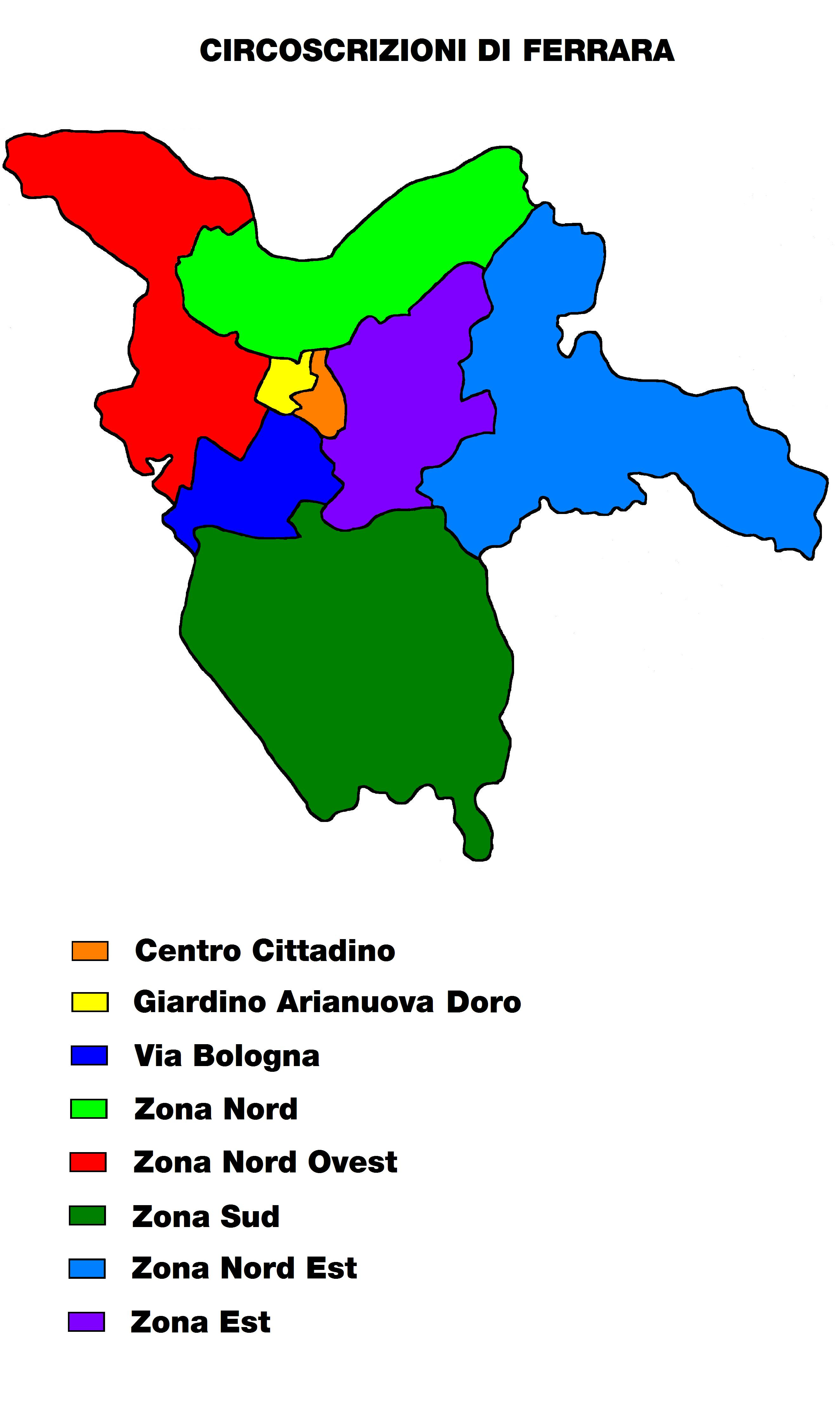
Les circoscrizioni de Ferrara

## Estructura administrativa
L'estructura administrativa italiana està definida a la constitució italiana als articles 118 a 133. Els governs locals a Itàlia han experimentat un procés de reforma basada en els principis de capitalització, obligació de retre comptes davant els ciutadans i servei de qualitat.
El municipi de Ferrara (comune) està dividit en vuit circoscrizione, que són les unitats de descentralització comunal en què es divideix el territori. Les circoscrizioni agrupen els diferents barris de la ciutat i les frazioni.

- Circoscrizione Centro Cittadino
- Circoscrizione Giardino Arianuova Doro. Quartieri: Acquedotto, Arianuova, Darsena, Doro, Ex Mof, Grattacielo, Parco Urbano, P.le dei Giochi, San Benedetto, Stazione Centrale, Via del Lavoro
- Circoscrizione via Bologna. Quartieri: Borgo San Luca-Rivana, Argine Ducale, Aeroporto, Foro Boario, La Piramide, Krasnodar, Villaggio Satellite, Centro Artigianale, San Giorgio, Chiesuol del Fosso, Fiera
- Circoscrizione Zona Nord. Quartieri: Pontelagoscuro, Polo chimico di Ferrara, Barco
- Circoscrizione Zona Nord Ovest. Quartieri: Porotto, Cassana, Mizzana, Arginone, Parco Commerciale Diamante, Borgo Marconi
- Circoscrizione Zona Sud. Quartieri: Zona Artigianale, Aguscello, Gaibanella, Torre Fossa, San Martino, Goro, Sant'Egidio, Fossa San Marco, Montalbano, San Bartolomeo in Bosco, Monestirolo, Portomaggiore
- Circoscrizione Zona Nord Est. Quartieri: Codrea, Cocomaro di Cona, Cocomaro di Focomorto, Cona, Focomorto, Quartesana, Masi Torello, Copparo, Final di Reno, Migliaro, Massa Fiscaglia
- Circoscrizione Zona Est. Quartieri: Villa Fulvia, Porta Ferrara, Quacchio, Pontegradella, Ponte Travagli, Borgo Punta, Malborghetto di Boara, Boara.

## Cultura i tradicions
Per entendre la vitalitat cultural de la Ferrara d'avui cal anar uns centenars d'anys enrere, quan la ciutat era un centre humanístic important, i va acollir a la seva Cort els més grans poetes del Quattrocento i del Cinquecento: Matteo Maria Boiardo, Ludovico Ariosto i Torquato Tasso, i també els grans pintors del seu temps, Andrea Mantegna, Giovanni Bellini, Cosmè Tura, Francesco del Cossa i Ercole de Roberti (l'Officina ferrarese), Il Garofalo, Ticià, Dosso Dossi, Battista Dossi i Scarsellino. Moltes obres d'aquests autors es troben avui a la Pinacoteca Nazionale di Ferrara, ubicada al Palazzo dei Diamanti.

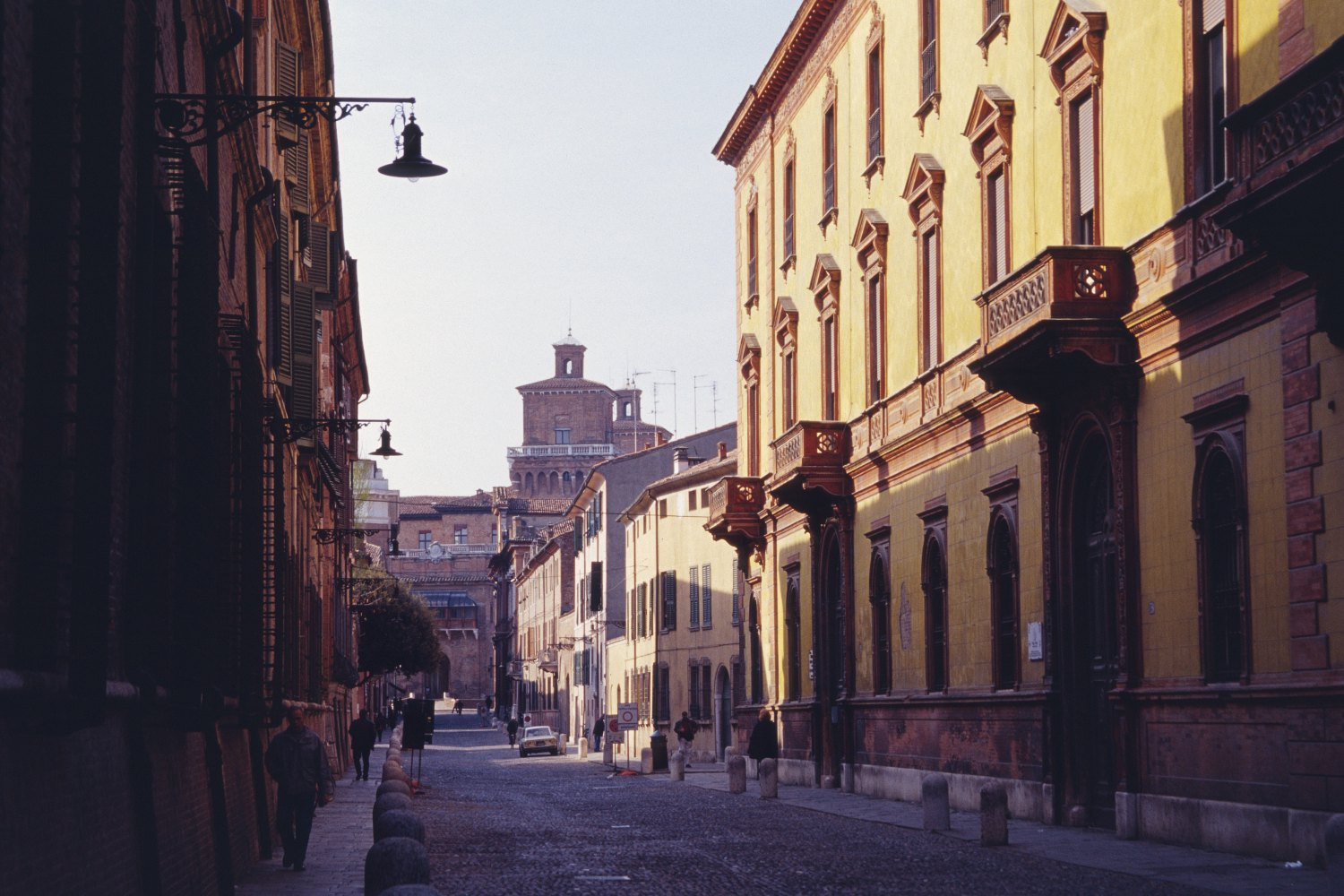
Corso Ercole I d'Este

El circuit dels museus d'art antic comprèn el petit, però ric Museu de la catedral i l'elegant Palazzo Schifanoia, amb un important recull de medalles antigues, voris i ceràmica del renaixement. A l'interior del palau, a la Sala dels Mesos es conserva una col·lecció de frescos del segle xv, obra de Francesco del Cossa, Ercole de' Roberti i altres pintors pertanyents a l'"Officina Ferrarese".
La ciutat està orgullosa de tenir un recull important d'obres de pintors locals Giovanni Boldini i Filippo de Pisis i una tradició consolidada de mostra d'art internacional d'altíssim nivell, organitzada en el Palazzo dei Diamanti, joia arquitectònica del cinquecento de Biagio Rossetti. Per exemple, del 17 de febrer al 25 de maig de 2008, acollia una exposició sobre Joan Miró: Joan Miró: la terra.

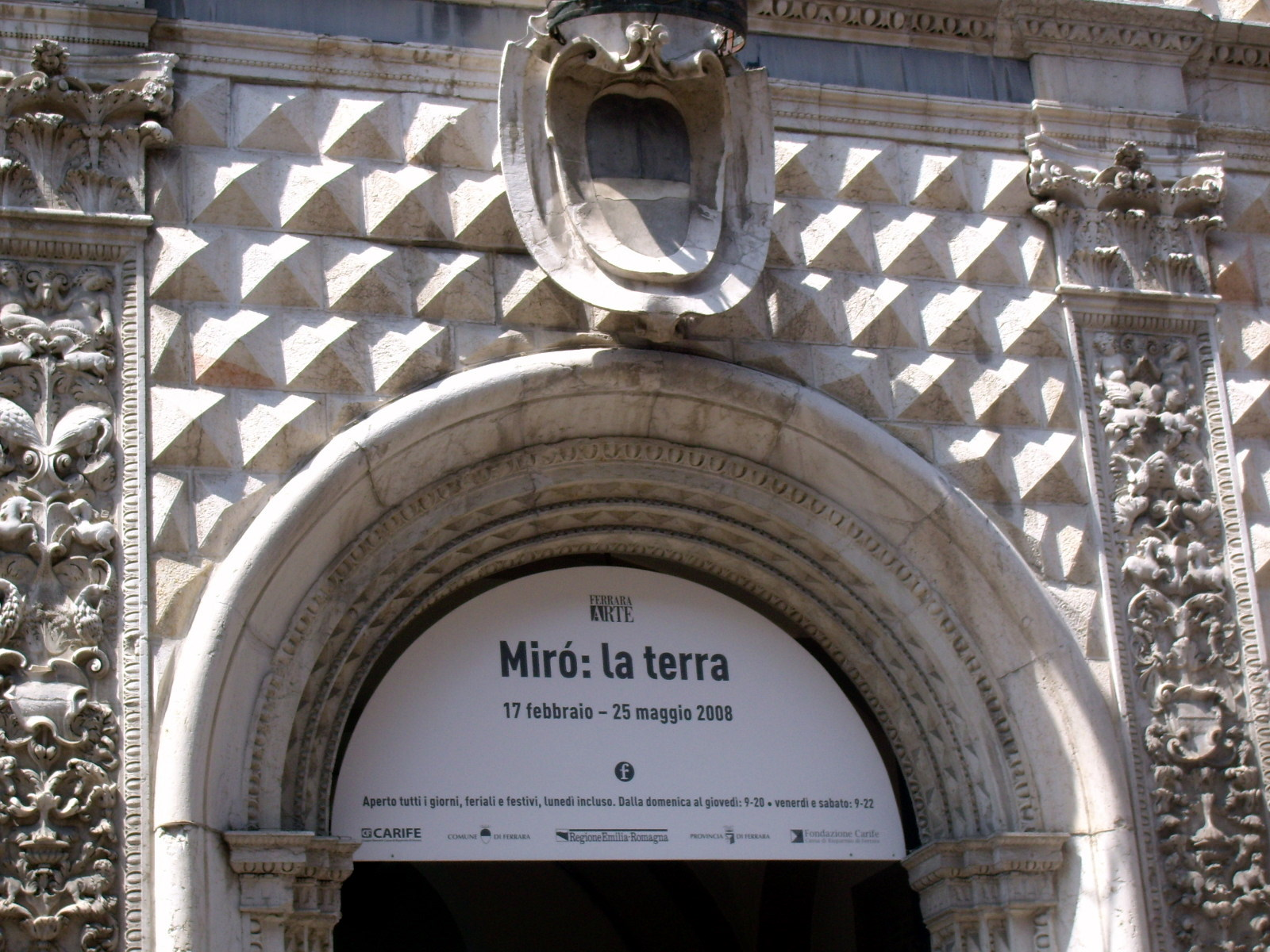
Exposició Joan Miró al Palazzo dei Diamanti

Ferrara ha estat una ciutat estimada per directors de cinema italians i estrangers: entre altres trobem l'ambientació de les pel·lícules El jardí dels Finzi Contini (Vittorio De Sica, 1970), Al di là delle nuvole (Michelangelo Antonioni - Wim Wenders, 1995), Il mestiere delle armi (Ermanno Olmi, 2001).
Cada temporada, en el Teatro comunale de Ferrara hi ha una completa programació de dansa, de concerts de música clàssica i teatre líric. El Palio més antic d'Itàlia se celebra el darrer diumenge de maig.
Ferrara acull cada any, la darrera setmana d'agost, el Festival més gran de música de carrer, el Festival Ferrara Buskers, ideat per Stefano Buttons i que funciona des de 1987: 200.000 m² d'un escenari medieval i del Renaixement meravellós, disponible per a dotzenes de músics de carrer que venen de qualsevol part del món, segons diu la propaganda promocional d'aquest espectacle.

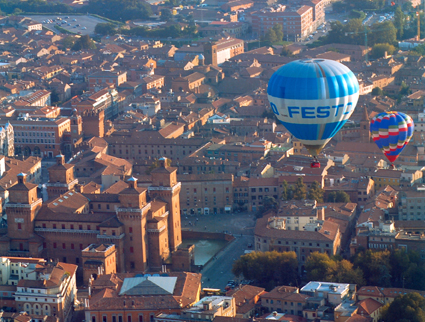
Festival de Globus de Ferrara

A Ferrara, en el Parc de Ciutat Georgio Bassani, cada setembre es fa el més gran Festival de globus mongolfier d'Itàlia i un dels més importants d'Europa (Festival de Globus de Ferrara), que s'ha convertit en un esdeveniment gegantí: El 2006, en quatre dies 150.000 persones van envair la ciutat.
Des del 1996, el festival musical "Ferrara Sota les Estrelles" s'ha convertit en una de les manifestacions artístiques més importants d'Itàlia. Els concerts s'han celebrat a la plaça del Castello Estense, en ple centre històric de ciutat. El festival, que es fa a l'estiu entre els mesos de juny i juliol, ha acollit el 2008, entre d'altres, Caetano Veloso, Giovanni Allevi i The Raconteurs.
Al vessant esportiu, cal destacar que cada any es corre a Ferrara la mitja Marató.
Al món literari, des de 1965, es lliura el Premio Letterario Estense al setembre, per articles apareguts en la premsa periòdica o retransmesos per ràdio o televisió.

## Història
Ferrara és la més jove de les grans ciutats emilianes, ja que té el seu origen entre els segles vii i viii. A causa de les contínues invasions dels bàrbars, es van generar dos centres principals d'assentament, el primer al voltant de l'antiga catedral Basilica de San Giorgio, i l'altre en una antiga castra romana d'Orient del segle vi, a l'altra riba del Po.

### Exarcat de Ràvenna

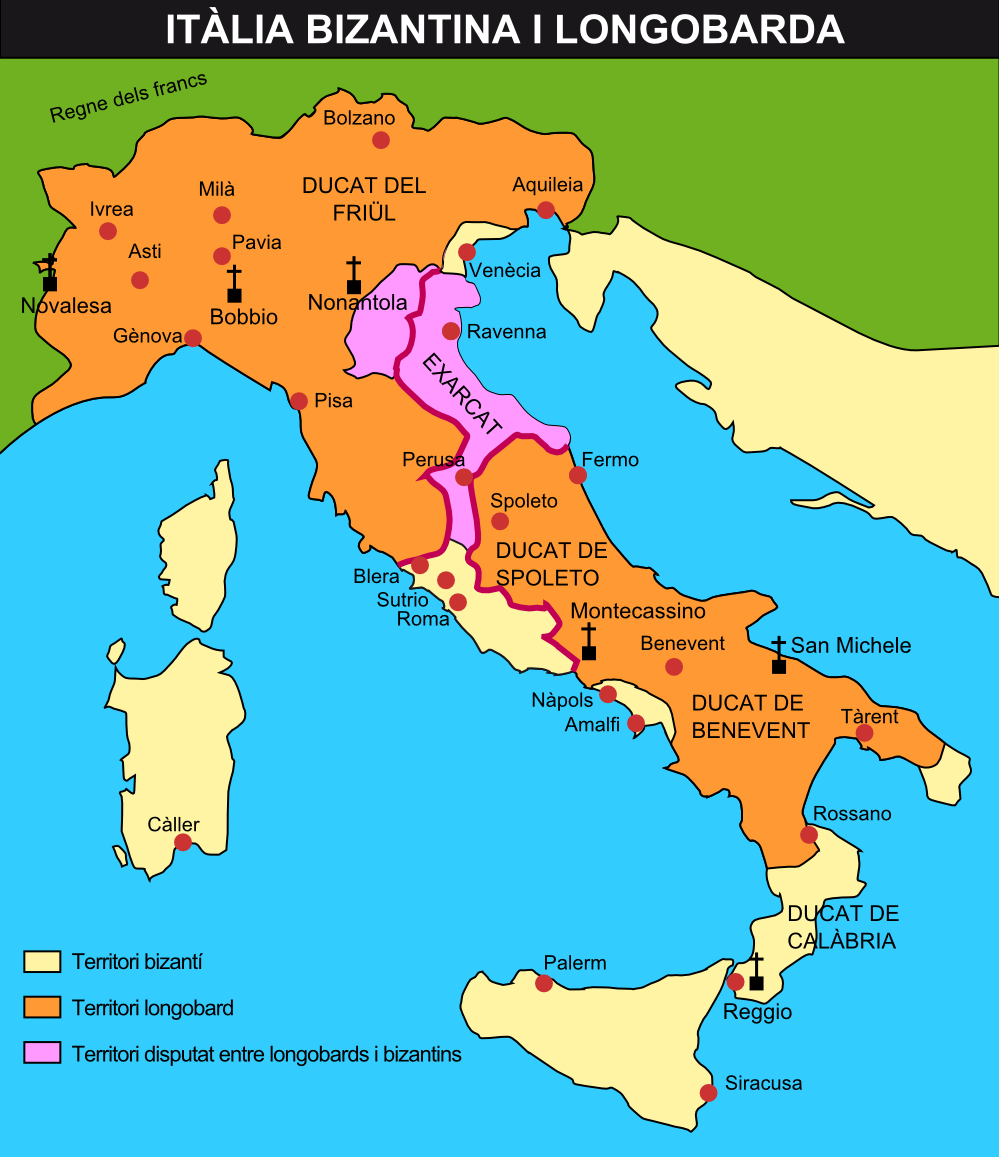
Mapa d'Itàlia en temps de l'exarcat de Ravenna

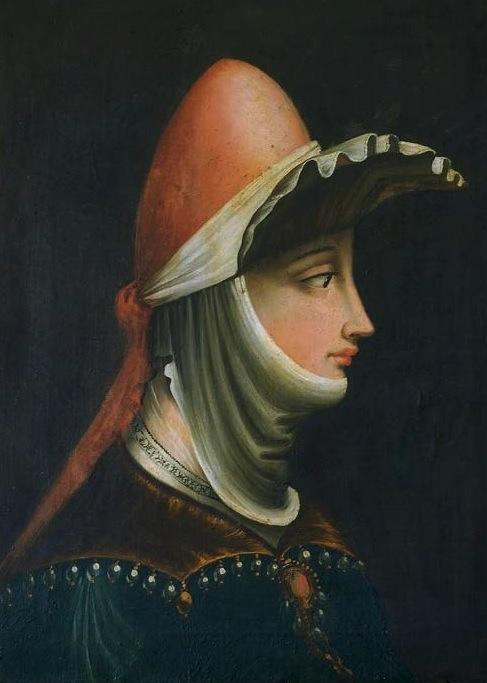
Matilde di Canosa

Escut d'armes dels Este

El primer cop que apareix Ferrara en un document és el 767. durant la fundació dels Estats Pontificis en el temps del rei llombard Aistulf de Friül i el Papa Esteve II, a qui la va haver de cedir com a part de l'exarcat de Ravenna. Ferrara es mantindria sota l'autoritat dels pontífexs romans - guardant fidelitat, però funcionant com a estat sobirà - fins a la unificació italiana el 1860.
Des del 984 va ser feu de Tedald de Mòdena, comte de Mòdena i Canossa, nebot de l'emperador Otó I. Amb el pas del temps, Ferrara va ser capaç de constituir-se en un municipi autònom o "comune", i defensant activament la seva independència durament guanyada va ingressar a la Lliga llombarda, aliança creada per contrarestar el poder de l'emperador Frederic I del Sacre Imperi Romanogermànic. El 1101 va ser conquerida per la comtessa Matilde di Canossa, que va arribar a dominar tots els territoris italians del nord dels Estats Pontificis.
En aquells anys, la ciutat havia crescut principalment en la riba esquerra del Po, deixant a l'ombra la primera Basilica de San Giorgio i en conseqüència la seu episcopal es va desplaçar l'any 1135 a l'actual catedral, al centre de la ciutat. La principal font de riquesa de la ciutat era el comerç al llarg del riu Po, que a l'època era el curs principal de l'ampli delta i fluïa al sud de la ciutat. Tanmateix, el 1152 quan el riu va trencar la presa septentrional i es va desviar el curs del Po, el port de la ciutat va perdre importància.
El 1146, en morir l'últim de la dinastia dels Adelardi (Guglielmo II Adelardi), el domini de Ferrara va passar a Obizzo I d'Este com a dot de la seva neboda "la Marchesella", en casar-se amb Adalberto V, fill d'Opizzo.

### Marquesat de Ferrara
L'any 1196 li fou concedit a Azzo VI d'Este el títol de Marquès de Ferrara, per part del papa Celestí III.
El net d'Azzo VI, Opizzo II d'Este (1264-1293), va ser proclamat senyor vitalici de Ferrara (1264) i va marcar la fi del període comunal a Ferrara i l'inici de la senyoria, que perdurà fins al segle xvii.
Nicolau III d'Este (1393-1441) va rebre uns quants Papes amb gran magnificència, especialment Eugeni IV, que va arribar a aconseguir la realització del Concili de Ferrara el 1438. Amb Nicolau III, Ferrara va impulsar les arts i de les ciències i la cort va ser el centre d'una forta vida cultural, una de les més intenses a Europa. Enmig de tanta vida intel·lectual es va començar a construir el castell el 1385 i es va fundar la universitat el 1391.

### Ducat de Ferrara

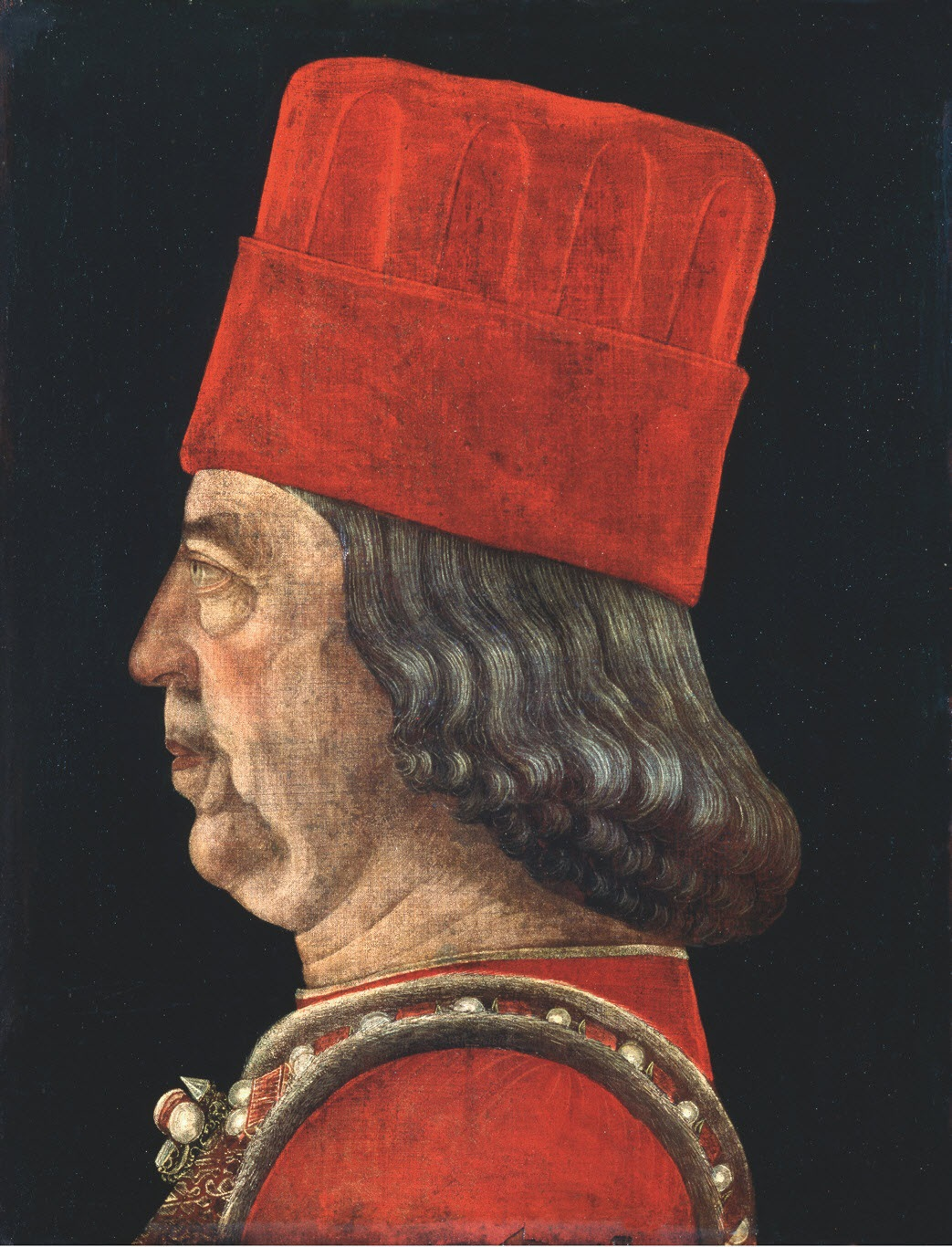
Borso d'Este

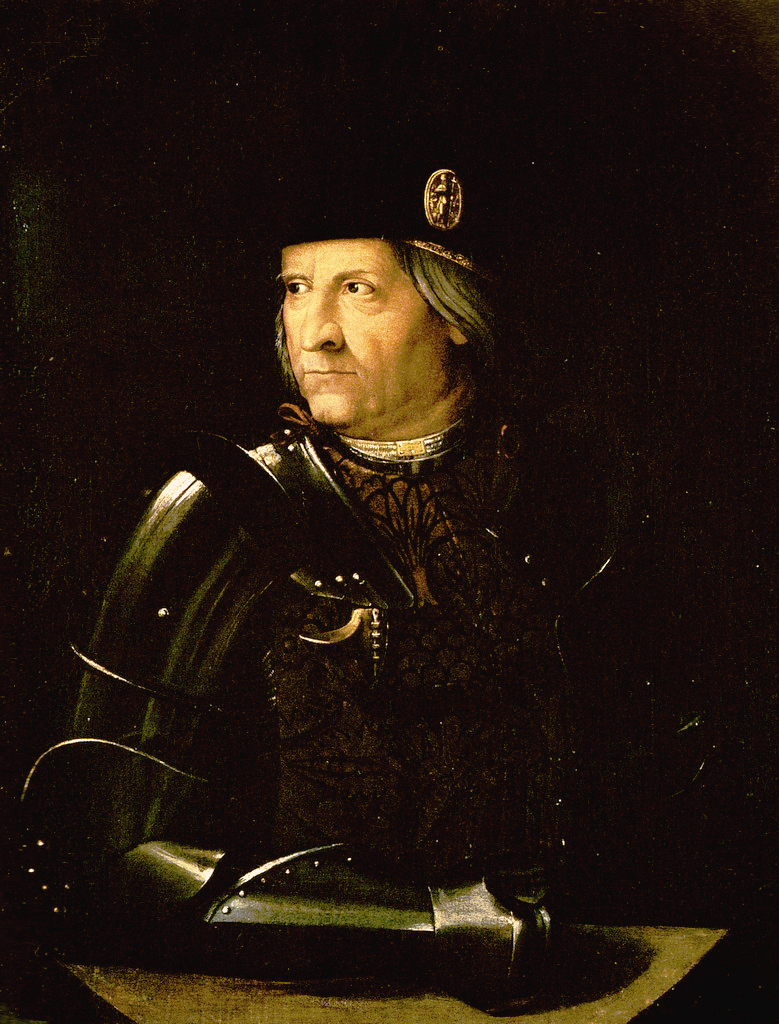
Hèrcules I d'Este

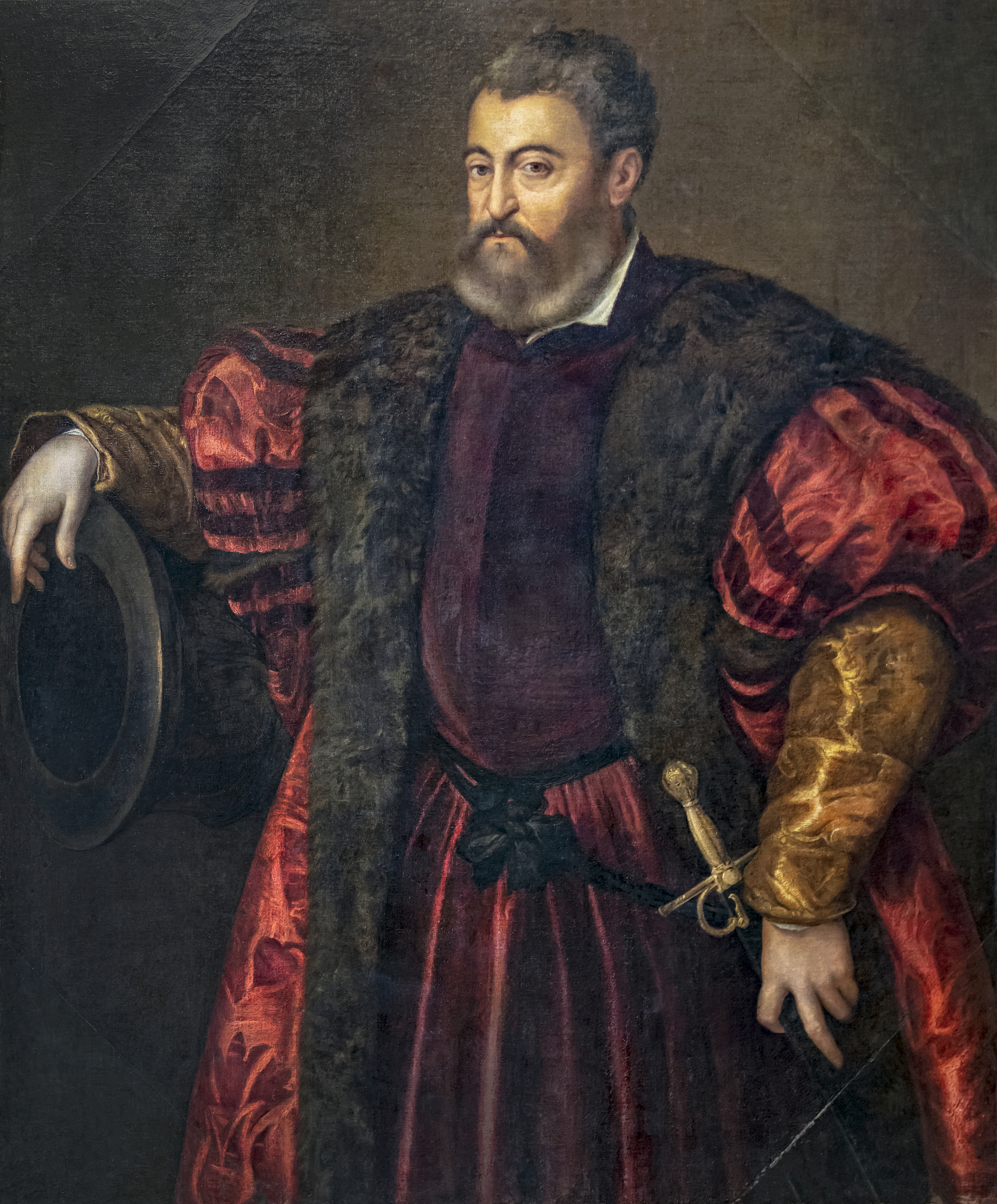
Imatge d'Alfons I d'Este.

Al darrer terç del Quatrocento i durant trenta-quatre anys Hèrcules I d'Este, ja duc de Ferrara, successor dels seus dos germans Borso i Leonello, transformaria la ciutat, construint un eixample conegut com a Addizione Erculea, projectat i executat per l'arquitecte Biagio Rossetti. Hèrcules també va ser un dels principals mecenes italians de les arts i a la seva cort van viure-hi grans artistes com (Dosso Dossi, Ticià o Giovanni Bellini) i literats com (Ludovico Ariosto, Petrarca o Torquato Tasso). La seva preferència per la música instrumental va dur a Ferrara a convertir-se en un centre important de composició per llaüt.
En el vessant polític, va establir una política d'aliances matrimonials sòlides, gràcies a la seva esposa Elionor d'Aragó (amb el regne de Nàpols), i a les seves filles, (Isabel casada amb Francesc II Gonzaga – marquès de Màntua- i Beatriu amb Lluís Maria Sforza - duc de Milà-). Tanmateix, la jugada mestra va ser el matrimoni del seu hereu Alfons amb la filla del papa Alexandre VI, Lucrècia Borja, que assegurava una certa estabilitat pel sud, però s'enemistà amb la República de Venècia, amb qui va lluitar en la guerra de Ferrara entre 1482 i 1484 per la disputa del monopoli de la sal, un gran revés per Ferrara, i que va acabar amb la Pau de Bagnolo, per la qual els Este van haver de cedir part del territori. També es va enemistar amb el papa Sixt IV que ja havia reprès la seva estada a Roma després del Cisma d'Occident i intentava reorganitzar els Estats pontificis, però va evitar l'absorció del ducat.
Alfons I d'Este va entrar inicialment a la Lliga de Cambrai contra Venècia (1508), i va romandre com a aliat de Lluís XII de França, fins i tot quan el Papa Juli II va haver signat un acord de pau amb Venècia. El Papa va declarar perduts els feus dels Este i fins i tot va excomunicar Alfons (1510). Entre 1526 i 1527 Alfons va participar en l'expedició de l'emperador Carles V contra el papa Climent VII, el qual l'any 1530 va reconèixer a Alfons com a posseïdor dels ducats en els quals venia governant la família Este.
Tant Alfons com els seus successors, Hèrcules II d'Este i Alfons II d'Este van continuar engrandint Ferrara durant els seus regnats, embellint la ciutat amb nous palaus i jardins i afavorint, com els prínceps de la seva casa sempre havien fet, les arts i ciències.
En els anys del govern d'Hèrcules II, Ferrara esdevé un dels centres principals de la Reforma a Itàlia, perquè la seva muller, Renata de França, era calvinista, i va protegir els reformistes, i el seu marit va haver de confinar-la al Castello Estense per voluntat de Pau III.
El seu fill Alfons II d'Este va contraure tres matrimonis, primer amb Lucrècia de Mèdici, filla del gran duc Cosme I de Toscana, després amb Bàrbara d'Àustria, germana de l'emperador Maximilià I, i finalment amb Margarida Gonzaga, filla del Duc de Màntua. Va situar Ferrara al seu punt més alt, va ser el mecenes de Torquato Tasso, Guarino Guarini, i Cesare Cremonini, i va afavorir, com els prínceps de la seva casa sempre havien fet, les arts i ciències.
Durant el regnat d'Alfons II, Ferrara un cop més va desenvolupar un nucli musical impressionant, igualat a Itàlia només per la ciutat de Venècia, i pels centres musicals tradicionals com Roma, Florència i Milà. Compositors com Luzzasco Luzzaschi, Lodovico Agostini, i més tard Carlo Gesualdo da Venosa, representaven les tendències d'avantguarda.

### Integració als Estats Pontificis i època contemporània
L'esplendor dels Este acabà però de cop, per manca de successió legítima, el 1598 amb l'anomenada "Devoluzione", és a dir la incorporació del ducat de Ferrara a la jurisdicció directa de l'església de Roma, exercida per mitjà de legats pontificis, un cop obligada a fugir la família ducal a Mòdena. Era la fi del seu protagonisme.

Entre els anys 1624 i 1627 cinc portes van tancar el sector jueu de la ciutat: naixia el gueto, que romandria fins al 1859.
Al segle xviii patiria diverses ocupacions: entre 1700 i 1725 per les tropes de l'Imperi Austríac, i el 1796 per Napoleó, que la va incorporar a la República Cisalpina (1797), dita després República Italiana (1802). El 1815 la Restauració Francesa la retorna als estats pontificis. Més tard (1860), després d'un plebiscit, és annexada al Regne d'Itàlia.
A principi del segle xix, però, la ciutat va viure una represa econòmica gràcies a l'empenta de l'activitat agrícola. 

Al segle xx, i especialment a Itàlia, després de la Primera Guerra Mundial, l'armistici, amb preus alts, restriccions econòmiques i dèficit pressupostari, se succeïren els moviments socials europeus, intel·lectuals i obrers, així com moviments populars, entre els quals sorgí el feixisme, ideat per homes de l'Emília-Romanya, com Benito Mussolini. A Ferrara el feixisme fou en principi el més revolucionari, però després derivà cap a la dreta, a l'ordre i a l'adhesió popular amb Italo Balbo, que reuní setanta mil esquadristes a la plaça Ariostea. Caigut el feixisme, la gent de Ferrara ha fet de l'antifeixisme un humanisme militant.
Anys després, i gràcies a la valoració ciutadana del patrimoni artístic i històric, va culminar amb la inclusió de la ciutat en la llista de Patrimoni de la humanitat de la UNESCO el 1995.

## Llocs d'interès
L'estructura urbana de Ferrara va tenir el seu moment de major activitat durant el segle ix, quan de la petita àrea habitada de Voghiera, la gent es va traslladar a causa de les invasions dels bàrbars a l'illa del Po, creada per dos braços del riu, el Po de Volano i el Po de Primaro. Aquí va néixer el Borgo San Giorgio que representa la primera àrea urbana de Ferrariola i on es va traslladar la seu episcopal a la Basilica di San Giorgio fuori le mura. Després, el centre habitat es va traslladar a la vora del Po, on s'estenia un vast territori sobre el qual es va construir la Ferrara medieval. En el trajecte del Po hi havia l'anomenada Via delle Volte, que encara avui existeix i és coneguda per aquest nom, mentre que de la Piazza delle Erbe, l'actual Piazza Trento e Trieste, partia una via anomenada Sabbioni que unia la ciutat amb Borgo San Giorgio.
El teixit urbà de la ciutat contemporània es pot dividir en dues parts ben diferenciades per l'eix viari del Corso della Giovecca i Via Cavour, que talla la ciutat en dos:
- Al sud hi ha la ciutat medieval antiga, composta pel Casstello Estense, la catedral i el Borgo San Giorgio;
- Al nord hi ha la ciutat nova renaixentista, caracteritzada per l'Addizione Erculea.

La ciutat conserva l'urbanisme del segle xiv i encara té el centre històric completament envoltat de la muralla medieval i ha estat catalogat Patrimoni Mundial de la Humanitat.

### La muralla medieval
La ciutat encara està envoltada per més de 9 quilòmetres de l'antiga muralla medieval, principalment construïda als segles xv i xvi.

### Elcastello Estense

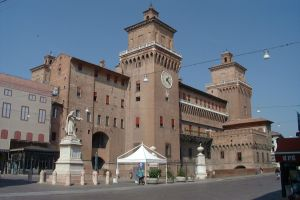
Castello Estense

L'edifici més destacat de la ciutat és el Castello Estense 40° 50′ 15″ N, 11° 37′ 10″ E / 40.83750°N,11.61944°E al centre de la ciutat, un edifici quadrat, fet de maons, envoltat per un fossat ple d'aigua, amb quatre torres defensives amb pavellons. Es va construir a partir del 1385 a partir d'una revolta que va convèncer Nicolau II d'Este de la necessitat d'erigir defenses per a ell i la seva família.

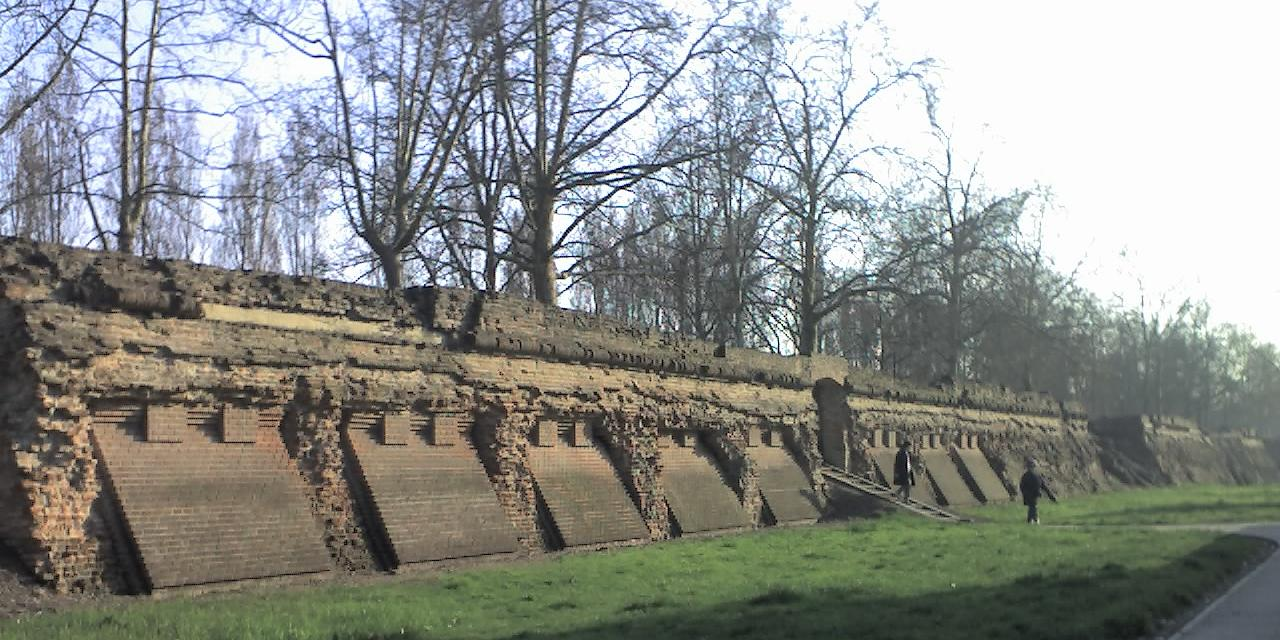
Muralla de Ferrara

### La catedral de Ferrara
- San Giorgio de Ferrara, és la catedral que es va consagrar el 1135, en completar-se la part més baixa de la façana (romànica) i les façanes laterals. Segons una inscripció ara perduda, l'església fou construïda per Guglielmo II Adelardi (mort el 1146), que hi està enterrat. L'escultura del portal principal és de Nicholaus, esmentat en la inscripció perduda com l'arquitecte de l'església, i és el més notable d'aquesta catedral: representa un extraordinari "Últim Judici". La part superior de la façana principal, amb arcades ogivals, data del segle xiii i el portal té lleons ajaguts i escultures elaborades a dalt. L'interior es va restaurar en estil barroc el 1712. Com a resultat d'aquesta restauració es va tancar la "Porta del Mesi", imponent entrada pel flanc sud, les decoracions externes de la qual havien estat definitivament tretes el 1717.
Hi queden els "formelle dei mesi", que donaven el nom a la porta, i que es conserven al del museu de la catedral, i els hipogrifs de fora, que aguantaven les columnes del portal i que ara són al frontal de la catedral. El campanar, en l'estil del Renaixement, data de 1451-1493, però l'última planta es va afegir al final del segle xvi, però tanmateix queda incomplet. El seu plànol s'atribueix a Leon Battista Alberti, tot i que aquesta atribució no és segura.

### Altres palaus edificis civils

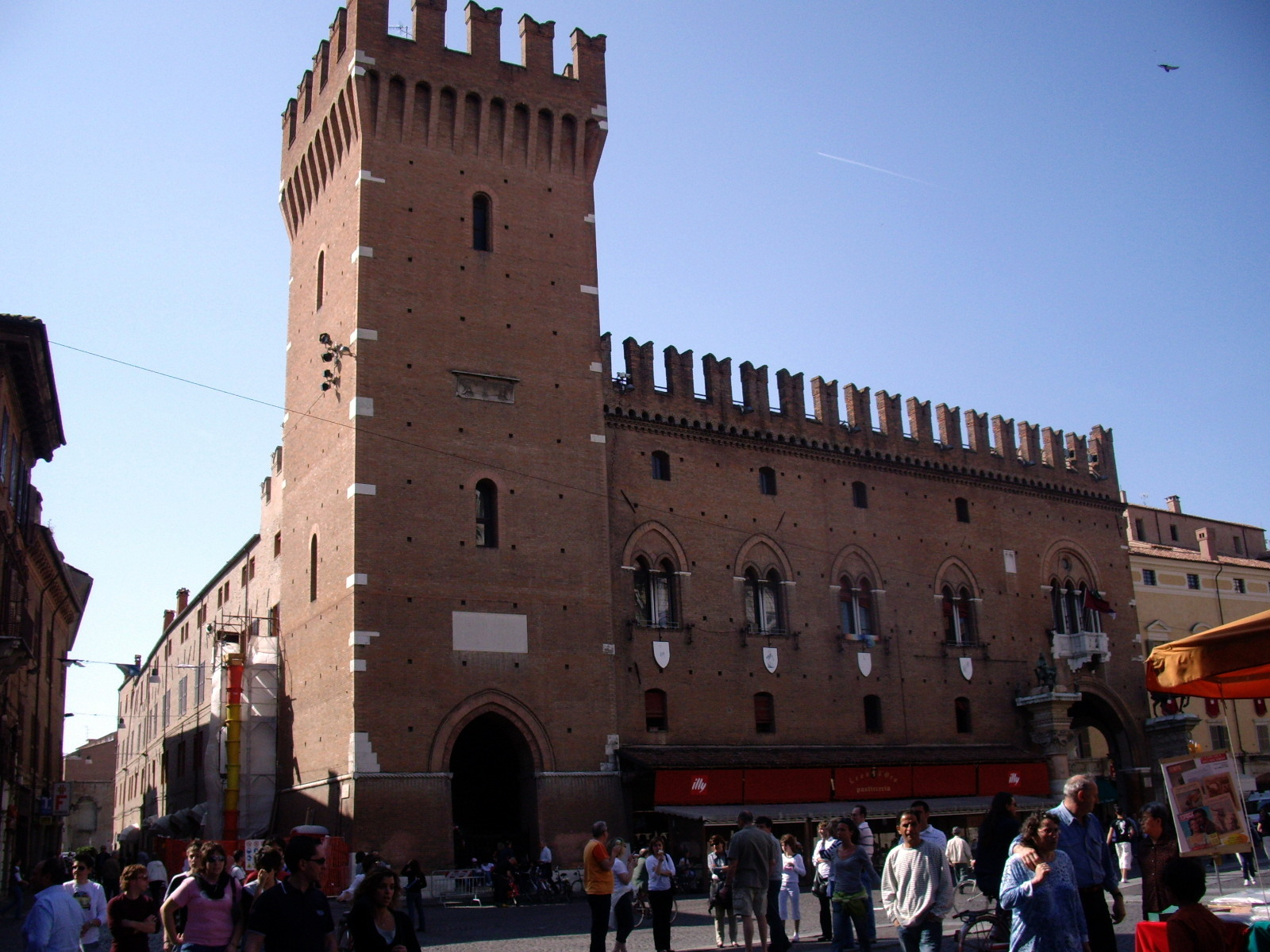
Palazzo Municipale

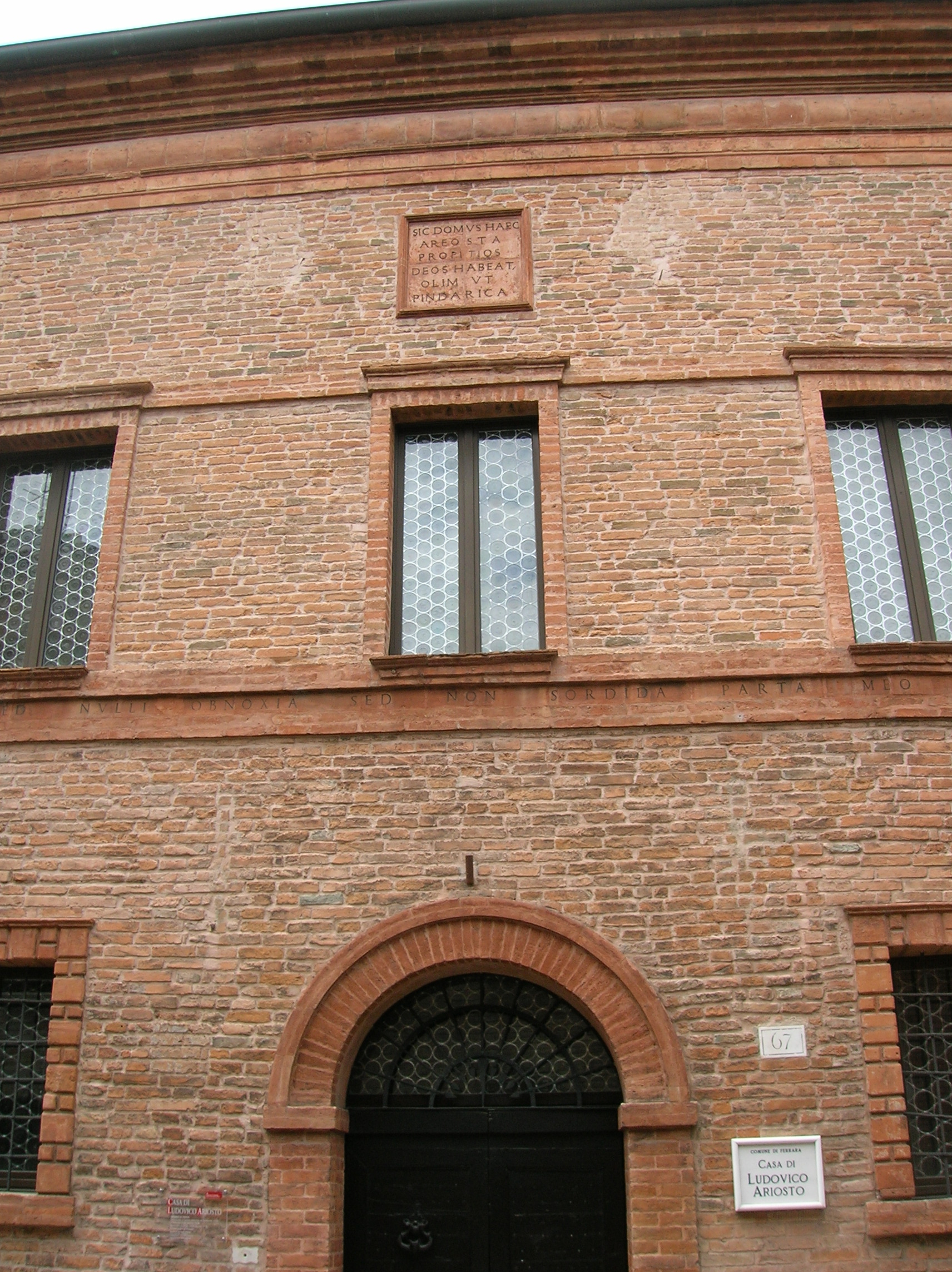
Casa de Ludovico Ariosto

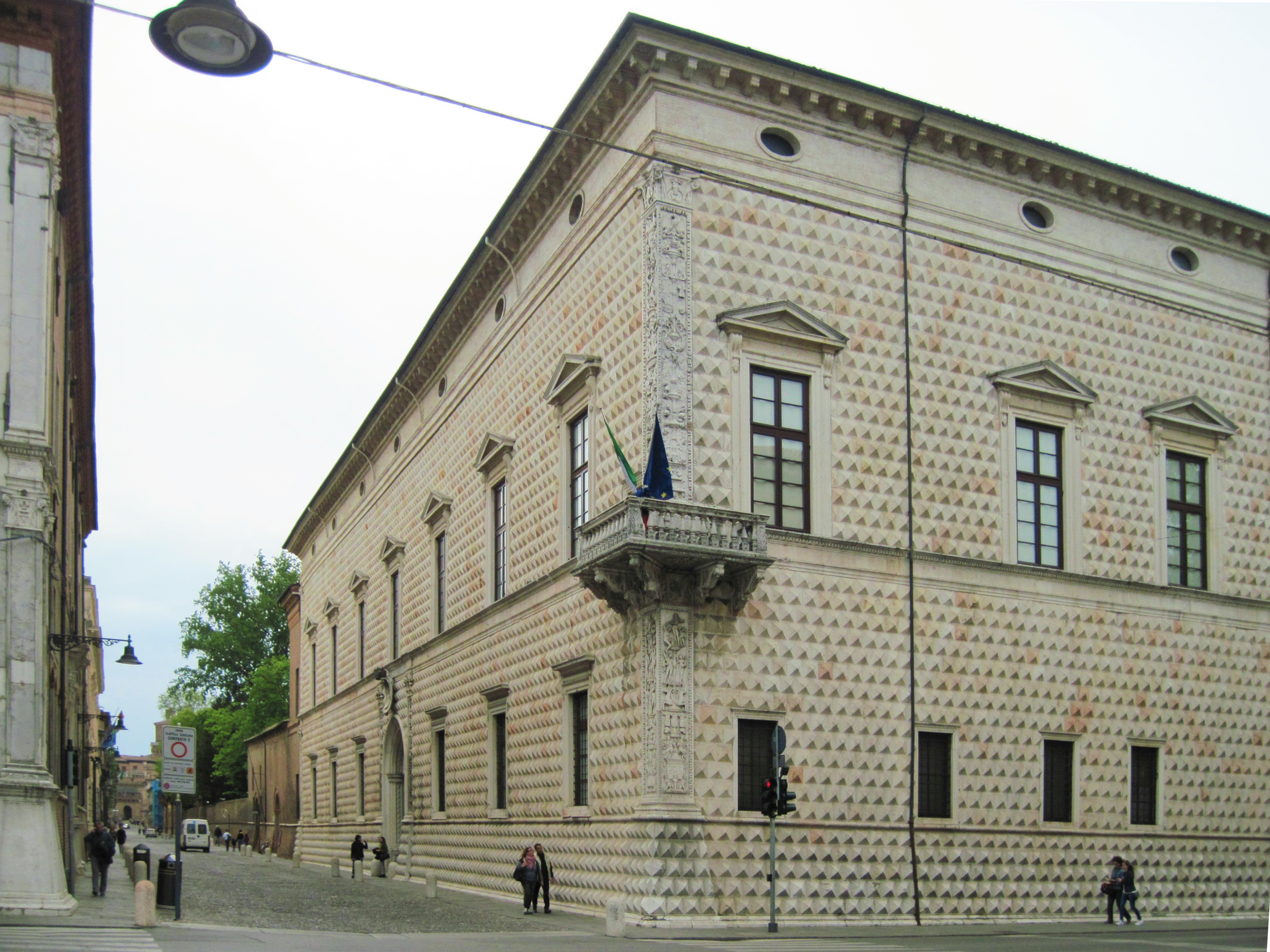
Palazzo dei Diamanti

- Al costat del Castell es troba l'hospital de Santa Anna, on el poeta Torquato Tasso va estar confinat durant el seu atac de l'alienació mental (1579-1586).
- El Palazzo Municipale, començat el 1245, va ser la residència de la família Este fins al segle xvi. L'entrada principal es fa per la Volto del Cavallo, davant per davant de la catedral, i està flanquejada per dues escultures, còpies de les originals del segle xv. Fou reconstruït al segle xviii.
- Palazzo della Ragione, construït en maons d'estil gòtic des del 1315 al 1326. L'actual palau prové d'una reconstrucció posterior a la Segona Guerra Mundial, com a resultat d'un incendi que va destruir una part del palau. L'edifici actual, construït entre importants controvèrsies, no fa justícia a la bellesa de l'edifici original, i alguns consideren que és una còpia introduïda en un context no apte.
- Ferrara té molts dels primers palaus del Renaixement, sovint amb decoracions de terracota. Poques ciutats d'Itàlia tan petites en tenen tants, encara que molts són comparativament petits. Entre ells destaquem els del barri nord (especialment els quatre en la intersecció dels seus dos carrers principals) que fou construït per Hèrcules I d'Este entre 1492 i 1505,- per això s'anomenava l'Addizione Erculea- a partir dels plànols de Biagio Rossetti.
- El Palazzo Schifanoia, construït el 1385 per Albert V d'Este. Inclou frescos que descriuen la vida de Borso d'Este, els senyals del zodíac i representacions al·legòriques dels mesos. El vestíbul fou decorat amb motlles d'estuc per Domenico di Paris, de Pàdua. L'edifici també conté llibres del cor amb miniatures i una col·lecció de monedes i medalles renaixentistes.
- La casa de Ludovico Ariosto fou construïda pel poeta a partir del 1526, segons el disseny de Girolamo da Carpi i en ella hi va morir el 1533. Parva, sed apta mihi, sed nulli obnoxia, sed non sordida, parta mea, sed tamen aere domus. "La casa és petita però adequada per a mi, neta, lliure de despeses i comprada només amb els meus propis diners". Això diu la inscripció a la façana de la casa.
- Entre els millors palaus es troba el Palazzo dei Diamanti 44° 50′ 31.78″ N, 11° 37′ 16.06″ E / 44.8421611°N,11.6211278°E, anomenat així per la forma de diamant dels blocs de pedra de la façana. Allotja la Pinacoteca Nazionale amb una gran col·lecció de l'escola de Ferrara, que va aconseguir prominència a l'última meitat del segle xv, amb Cosimo Tura, Francesco del Cossa i Ercole de' Roberti. Mestres del segle xvi de l'Escola de Ferrara són Lorenzo Costa i Dosso Dossi, i els més eminents de tots Girolamo da Carpi i Benvenuto Tisi, anomenat Garofalo.
- Casa Romei. Giovanni Romei va arribar a ser l'administrador dels senyors de Ferrara i es va casar amb Polissena d'Este. Aquesta casa mostra el seu alt rang.
- Palazzo Costabili detto di Ludovico il Moro. El 1502 es va començar la construcció d'aquest gran palau a la Via della Ghiara (actualment Via XX settembre) per Antonio Costabili, ambaixador de Ferrara a la Cort de Ludovico il Moro, duc de Milà. Situat a la primera planta d'aquest palau es troba el Museo Archeologico Nazionale, que mostra les trobades de la ciutat etrusca de Spina, que va florir entre els segles vi i iii abans de Crist, i que va sobreviure fins al segle i després de Crist, quan fou sepultada per l'aigua del delta del Po.
- Museu Giovanni Boldini. Dedicat als pintors de Ferrara que van viure entre el 1842 i el 1931.
- Museo dell'Ottocento.
- Museo del Risorgimento e della Resistenza.A la secció dedicada al Risorgimento, una gran col·lecció d'aquell període, amb caricatures, armes de foc, uniformes. En la secció dedicada a la resistència en la Segona Guerra Mundial.
- Museo di Storia Naturale.
- Palazzina Marfisa d'Este. És un esplèndid exemple de residència de la classe alta del segle xvi, envoltada de magnífics jardins.
- Palazzo Massari. Allotja la Galleria d'Arte Moderna e Contemporanea. Acull obres de Mario Sironi, Aroldo Bonzagni i Achille Funi

### Altres esglésies
- L'església de San Francesco di Ferrara, construïda per Biagio Rossetti sobre un convent franciscà.
- L'església de San Benedetto.
- L'església de Santa Maria in Vado, construïda a prop del gual ("vado" en italià) del riu Po.
- L'església de "San Michele del Gesú", construïda pels jesuïtes el 1570 per l'arquitecte Alberto Schiatti té una austera façana de maons.
- L'església de San Domenico.
- L'església de San Paolo, fou reconstruïda després del terratrèmol de 1570 per l'arquitecte Alberto Schiatti.
- L'església de San Giorgio fuori le mura, dedicada al patró de la ciutat, està documentada el segle x i fou la catedral de la ciutat fins al segle xii.
- L'església de "San Carlo". Construïda entre 1612 i 1623 sota el disseny de Giovan Battista Aleotti, és l'únic exemple a Ferrara d'arquitectura barroca.
- L'església renaixentista de San Cristoforo.
- Monastero di Sant'Antonio in Polesine. Fundat per Beatrice d'Este, germana d'Azzo VII, aquest monestir sempre ha estat protegit per la família Este, que sempre va gastar molts diners en el seu embelliment.
- El Monestir del Corpus Domini conté les tombes dels Este, incloent-hi Alfons I, Alfons II, Hèrcules I d'Este, Hèrcules II d'Este, així com Lucrècia Borja, Elionor de Nàpols, entre d'altres.
- Oratorio dell'Annunziata.

### Altres llocs

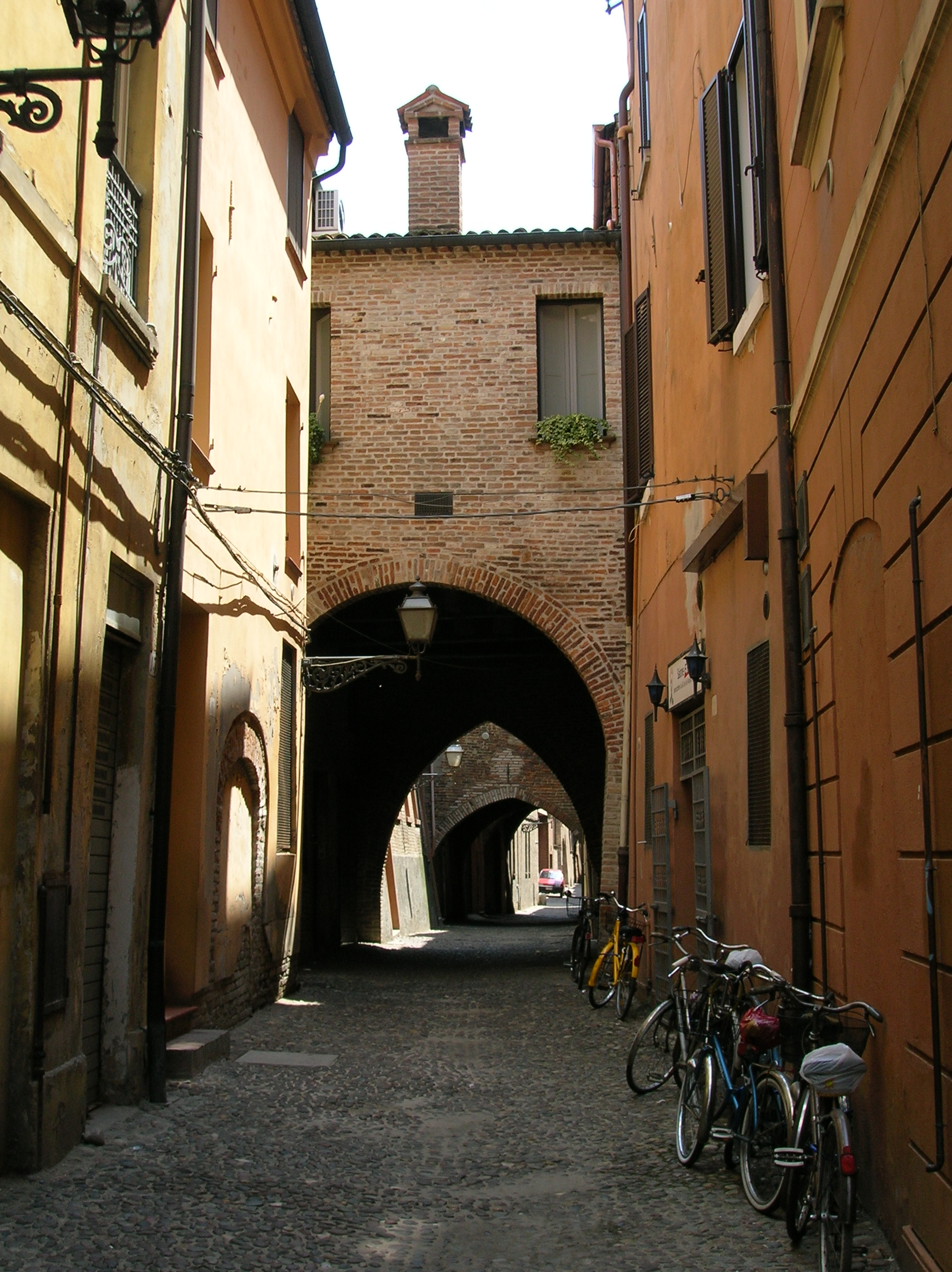
Via delle Volte amb les típiques voltes

- El Palazzo Paradiso (1391), l'antiga seu de la universitat, allotja la Biblioteca Comunale Ariostea, que té valuosos manuscrits, incloent-hi una part de l'Orlando Furioso de Ludovico Ariosto, algunes cartes escrites per Torquato Tasso i una bíblia que havia pertangut al frare dominicà Girolamo Savonarola. Entre els llicenciats famosos d'aquesta Universitat es troben Nicolau Copèrnic (1503) i Paracelsus. El jardí botànic de la universitat és l'Orto Botanico dell'Università di Ferrara.
- El Archivio Storico Comunale conté una quantitat rellevant de documents històrics, des del segle xv. El Archivio Storico Diocesano és més antic, ja esmentat en documents el 955, i conté documents valuosos recollits al llarg dels segles pel clergat. Moltes biblioteques també enriqueixen aquesta ciutat, que té una herència cultural d'importància extraordinària.
- L'històric Teatro comunale de Ferrara.
- La Certosa di Ferrara.[38] Construïda per Borso d'Este el 1461 fou transformat en un monumental cementiri cap al 1800 i conserva importants escultures.
- Ferrara, des del segle xiii fou un important centre hebreu, gràcies a la tolerància religiosa dels Este: les sinagogues i un museu jueu són al cor del centre medieval, a la vora de la catedral i el Castello Estense. A partir del 1626, l'estat papal van establir un gueto tancat en el qual els jueus van estar separats de la resta de la població de Ferrara fins al 1859. Durant la persecució del 1938 per part del govern feixista d'Itàlia, Ferrara esdevé protagonista de les persecucions i ha estat recordat per l'escriptor Giorgio Bassani (Bolonya, 1916 - Roma, 2000) a les novel·les El Jardí dels Finzi-Contini (1962) i Una notte del '43 (1956).

## Economia

### Agricultura
L'agricultura de Ferrara resulta ser avui dia un dels sectors més importants de l'economia provincial: la base ocupacional de la Província de Ferrara arriba al 8,3%, i és l'índex més elevat de tot el nord-est d'Itàlia amb 8.763 indústries actives en el camp i 180.000 hectàrees de superfície agrària total.

### Pesca
El sector de la pesca també té una importància econòmica fonamental si es pensa que el 55% dels 3.000 treballadors del sector d'Emília-Romanya es concentra a la província de Ferrara amb un total de 1.135 empreses actives.

### Indústria
És notable l'àrea que abasta el Pol químic de Ferrara, amb empreses com LyondellBasell, Polímeri Europa, Eni Rewind (ex Syndial) o BT Itàlia; Ferrara ha estat objectiu d'activitats industrials. Es registra un 34,8% d'ocupació en la indústria amb un total de 54.000 persones ocupades.

### Artesania
El sector de l'artesania augmenta progressivament. Les empreses d'artesans de Ferrara produeixen un 13,8% del valor provincial que té un paper fonamental dins del sistema productiu local caracteritzat per empreses petites: 26.000 treballadors en el sector i un 35,5% dels empresaris de Ferrara són artesans.

### Turisme
El sector terciari està lligat íntimament al turisme, gràcies a l'àmplia oferta cultural. L'alt nivell de qualitat artística i dels museus ha permès el creixement de l'oferta de balnearis al Lido de Comacchio al Parc regional del Delta del Po.

## Infraestructures i serveis

### Educatives

#### Escoles mitjanes
- Scuola Media Statale "F. De Pisis T. Bonati".
- Scuola Media Statale "Dante Alighieri" Arxivat 2008-02-22 a Wayback Machine.
- Scuola Media Statale "T. Tasso M.M. Boiardo" Arxivat 2007-09-07 a Wayback Machine.
- Scuola Media Statale "Cosmè Tura".
- Scuola Media Statale "Galileo Galilei".
- Scuola Media Statale "C. Govoni".
- Scuola Media Paritaria "San Vincenzo".

#### Liceus i instituts
- Istituto Tecnico Agrario Statale per l'Agricoltura e l'Ambiente "Navarra" Arxivat 2018-03-22 a Wayback Machine.
- Istituto Professionale Statale per la Indústria e l'Artigianato (IPSIA) Arxivat 2018-03-22 a Wayback Machine.
- Istituto Tecnico Statale per Ragionieri e per Commercio "Vincenzo Monti" Arxivat 2008-06-22 a Wayback Machine.
- Istituto Tecnico Statale per Periti Aziendali e Corrispondenti in Lingue Estere "Marco Polo" Arxivat 2008-06-16 a Wayback Machine.
- Istituto Tecnico Statale per Geometri "GB. Aleotti" Arxivat 2018-08-09 a Wayback Machine.
- Istituto d'Arte e Liceo Artistico "Dosso Dossi" Arxivat 2001-06-06 a Wayback Machine.
- Istituto Professionale Statale per il Commercio "Luigi Einaudi"
- Istituto Professionale Statale per Servizi Alberghieri e Ristorativi "Orio Vergani" Arxivat 2008-05-16 a Wayback Machine.
- Istituto Tecnico Industriale "N. Copernico A. Carpeggiani"
- Liceo Classico "L. Ariosto"
- Liceo Linguistico "Canonici Mattei"
- Liceo Scientifico Statale "A. Roiti"
- Liceo Scienze Sociali "G. Carducci" Arxivat 2008-04-09 a Wayback Machine.
- Conservatorio Statale di Musica "G. Frescobaldi"

#### Universitat
La "Università degli Studi di Ferrara" és una de les quatre universitats a Emília-Romanya, ocupant el 6è lloc el 2009 entre les millors segons la classificació de Sole24Ore.
La Universitat de Ferrara va ser fundada per Albert V d'Este el 1391 segons una concessió del Papa Bonifaci IX. L'ateneu de Ferrara acull avui més de 20.000 estudiants en les següents facultats:

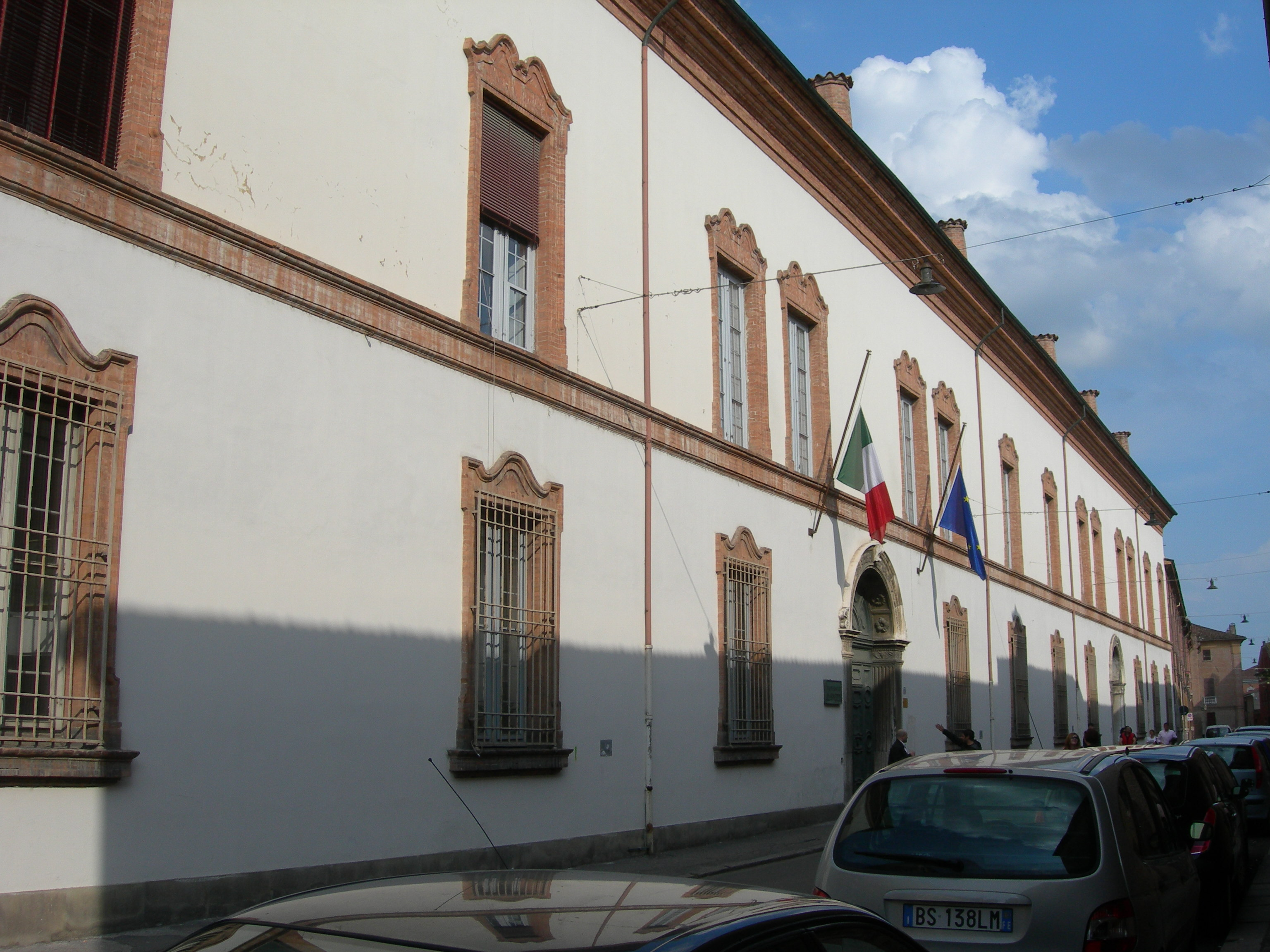
La seu de la Universitat de Ferrara

- Facoltà di Architettura
- Facoltà di Economia Arxivat 2008-06-12 a Wayback Machine.
- Facoltà di Farmacia Arxivat 2008-04-30 a Wayback Machine.
- Facoltà di Giurisprudenza
- Facoltà di Ingegneria
- Facoltà di Medicina e Chirurgia
- Facoltà di Scienze Arxivat 2008-06-11 a Wayback Machine.
- Facoltà di Lettere e Filosofia Arxivat 2008-06-11 a Wayback Machine.

### Esportives
La ciutat compta amb els següents centres esportius:
- Stadio "Paolo Mazza" di Ferrara.
- Palasport di Ferrara.
- CUS Ferrara.
- Palazzo delle Palestre "Padre John Caneparo".
- Ippodromo Comunale.

### Comunicacions
Ferrara té 100.000 bicicletes, 2.500 places d'estacionament gratuïtes per bicis, 330 places vigilades i 800 a l'estació de ferrocarril. Més del 30% dels desplaçaments es fan en aquest mitjà de transport, car el centre de la ciutat és zona de vianants accessible als ciclistes. Ferrara desenvolupa progressivament la xarxa per bicicletes dins els grans eixos de circulació, augmenta el nombre de recintes residencials per a ciclistes i vianants, obre totes les vies de sentit únic als ciclistes i millora l'aparcament de les bicicletes.

#### Autobús

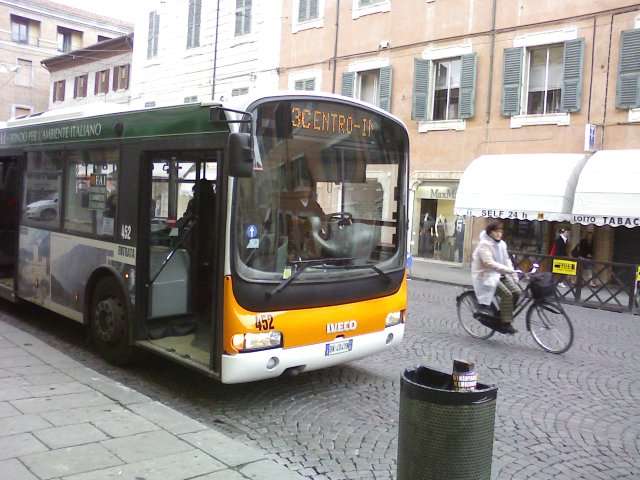
Un autobús

Pel desplaçament dintre de la ciutat hi ha fins a 12 línies urbanes, gestionades per AMI Consorzio:
- 1. Via Fruteti – Stazione F.S.
- 2. Viale Olanda – Stazione F.S.
- 3c. Circolare sinistra.
- 4c. Circolare destra.
- 6. Porotto – Via Ungaretti –Villa Fulvia.
- 7. Malborghuetto – Via Trenti.
- 8. Rivana – Barco –Via Independenza.
- 9. Via eligio Mari –Stazione F.S.
- 10. Pontegradella – Via Mongardi – Via Scalambra.
- 11 Vallelunga – Chiesuol del Fosso.
- 21 Circolare nocturn.
- HF Giardini Ina.

També s'hi troben línies interurbanes que connecten amb poblacions de la província i del Veneto, concretament:
- línia Acft: Ferrara-Casumaro-Finale Emilia.
- línia Acft: Ferrara-Bondeno-San Martino in Spino.
- línia Acft: Ferrara-Cento-Modena.
- línia FER: Ferrara-Coronella -Poggio Renatico.
- línia Cornacchini: Ferrara-Bondeno-Pilastri-Malcantone.
- línia Garbellini: Ferrara-Castelmassa.
- línia Garbellini: Ferrara-Rovigo.
- línia SITA: Ferrara-Fiesso-Badia.

#### Ferrocarril

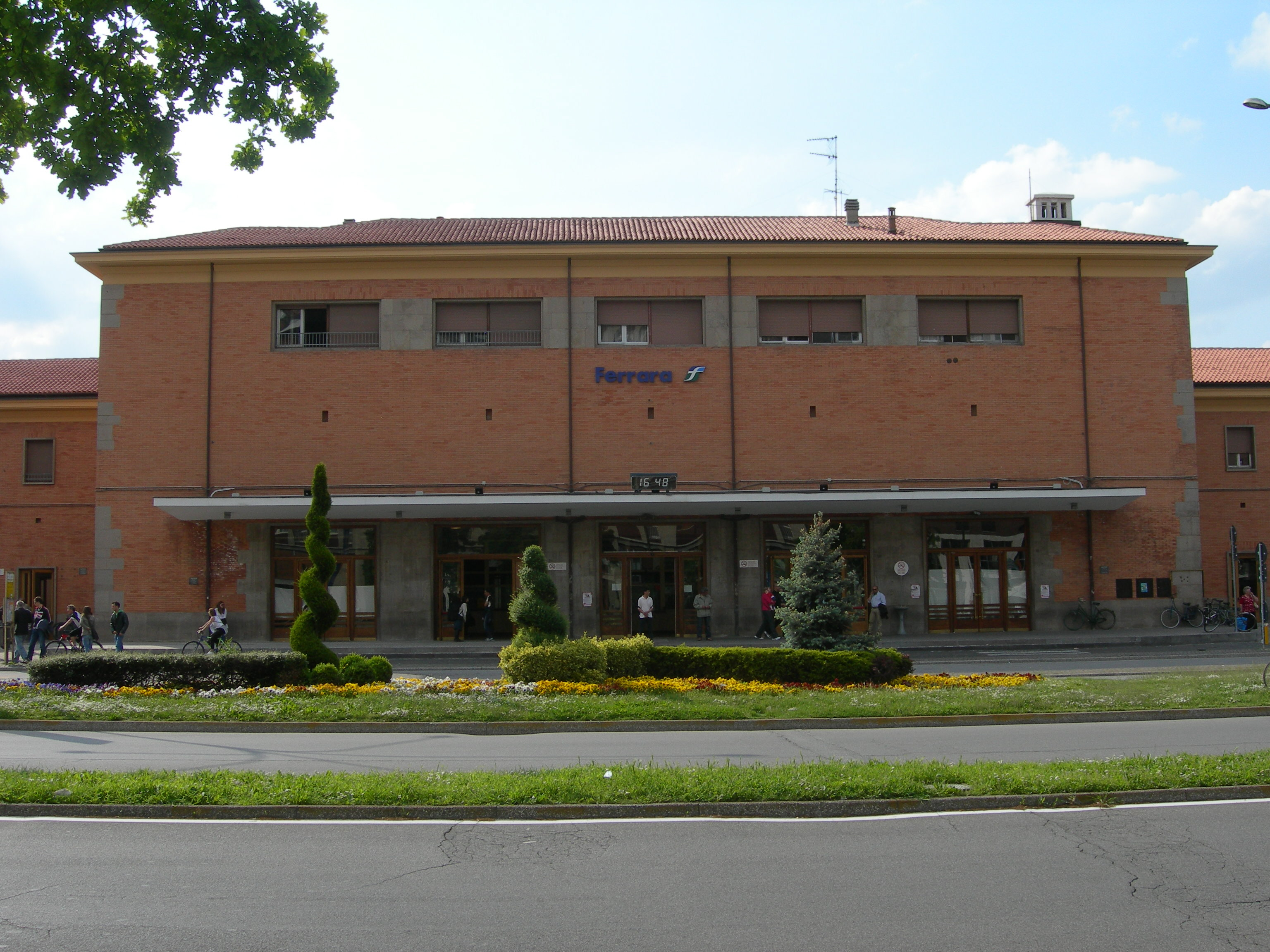
L'Estació Central de Ferrara

A Ferrara hi ha quatre estacions de ferrocarril: l'Estació de Ferrara, situada a la plaça de l'Estació entre la via S. Giacomo i el viale Constituzione, representa l'estació central de Ferrara, amb 6 vies i ofereix connexions diàries amb la resta d'Itàlia, i està molt connectada, a través dels mitjans de transport públics (autobús), a totes les destinacions de ciutat; l'Estació de Ferrara Porta Reno, a la via Boario, per anar a Codigoro i una parada soterrània, l'Estació de Pontelagoscuro; i a la frazione del mateix nom, l'Estació de Ferrara Aleotti.
Situada entre Pàdua i Bolonya a la línia Venècia-Roma, disposa d'un gran nombre de trens i connexions i és fàcilment accessible. Està connectada directament amb Roma, Nàpols, Florència, Bolonya, Venècia, Trieste i Ravenna, amb freqüents Eurostar, Inter City i regionals.

#### Xarxa viària
Una gran via travessa, la comune de Ferrara, uneix el nord (Venècia) amb el sud (Roma). L'Autopista A13 de Pàdua a Bolonya té dues entrades i sortides a la ciutat: Ferrara Nord i Ferrara Sud.
Les carreteres que uneixen Ferrara amb altres poblacions són:
- SP15 a Tresigallo.
- SS16 a Portomaggiore i Santa Maria Maddalena.
- SP2 a Copparo.
- SP69 a Bondano.
- SS64 a Bolonya.

#### Metro
La ciutat disposa d'una línia de metro lleuger, que de moment uneix l'Estació Central amb la frazione de Cona, on s'aixecarà el centre hospitalari de S. Anna, avui en ple centre de la ciutat.

#### Aeroports
Per vols comercials Ferrara no disposa d'aeroport, el més proper és a Bolonya (45 km).
L'aeròdrom de Ferrara està dedicat a Michele Allasia, alferes de Ferrara durant la Primera Guerra Mundial, i és l'aeroport civil principal de la província de Ferrara. L'aeroport acull el Club de Vol de Ferrara, que ofereix cursos de vol a motor o paracaigudisme.
El segon aeròdom és a Poggio Renatico, la seu de la base militar més important d'Itàlia, el COFA, Comitato Operativo Forze Aeree, i del CAOC-5, Combined Air Operation Center 5, de l'OTAN.

#### Port
El port fluvial serveix de punt de partida de creuers turístics en vaixell, ja sigui pel recorregut principal del riu Po (Berra, Goro), o pel recorregut del Po di Volago – pel que s'anomena Idrovia Ferarrese – (Ostellato, Comacchio, Porto Garibaldi).
Igualment, el port és punt de sortida i arribada de mercaderies en vaixell de la ruta Ferrara- Porto Garibaldi.

### Mitjans de comunicació locals
Diaris en paper:
- La Nuova Ferrara del grup que edita La Repubblica.
- il Resto del Carlino - Edizione di Ferrara.
- il Corriere Padano - Edizione di Ferrara.

Diari només a internet:
- Estense.com

Emissions de televisió:
- Telestense

## Política
Les últimes eleccions municipals van tenir lloc el 21 i 22 de juny del 2009, amb l'elecció de Tiziano Tagliani (Partit Democràtic) com a síndaco (batlle) de la ciutat de Ferrara.
Els 40 regidors són dels següents partits:
- Partit Democràtic - 21.
- Poble de la Llibertat - 8.
- Lliga Nord - 2.
- Itàlia dels Valors - 1.
- Laici Riformisti - 1.
- Sinistra Aperta per Ferrara - 1.

## Llengua
A la ciutat i la província sovint es parla el dialecte local de l'italià (ferrarès, en italià ferrarese o, en dialecte, frarés), similar en la gramàtica a altres dialectes emilians, però amb accent i inflexions propis i diferents de les de la veïna Vèneto. També es parla ferrarès en la zona limítrofa de zones del Basso Polesine i del Oltrepò Mantovano. Els dialectes parlats a Copparo, Bondeno o Argenta són diferents del ferrarès de ciutat i alhora són diferents entre ells.
Alguns mots i les regles gramaticals del dialecte ferrarès són similars a les regles del francès: per exemple, l'ús del subjecte és sempre obligatori; en la forma reflexiva la partícula reflexiva precedeix el verb; en les formes interrogatives s'aplica la inversió subjecte/verb.

## Gastronomia
Al costat del patrimoni de cultura i història, monuments i obres d'art, la cort dels Este ha deixat una altra herència encara molt viva actualment: una tradició culinària excel·lent. Dels àpats ducals que barrejaven el dolç i el salat, ha quedat el sabor de la "salama da sugo" amb puré de patates, i la crosta dolça del "pasticcio ferrarese", carn i macarrons amb salsa beixamel. Sembla confirmat que el 1503, en ocasió del casament de Lucrècia Borja, es van servir tagliatelle per imitar el seu cabell ros. El "pampapato" és el pastís típic amb cacau, farina i mel, ametlles i espècies, elaborat per primera vegada en un dels convents de clausura de la ciutat.

## Esports
L'equip de futbol de la ciutat és l'SPAL, que el 1962 va arribar a la final de la Copa d'Itàlia, en la qual va perdre contra el SSC Napoli, aleshores equip de la Sèrie B. Al campionat de lliga, fou cinquè en la temporada 1959/1960, després de la Juventus, la Fiorentina, el Milan i l'Inter, la seva millor posició. El 1963 va canviar el vell disseny de les samarretes blaves amb vores blanques i va passar a unes samarretes de ratlles verticals. El 1968 va perdre la màxima categoria, sense que hagi aconseguit tornar-hi. És més, encara va baixar a la Sèrie C. El 1979 va acabar en la Sèrie C1 i el 1984, en la C2. El 1989 va tenir el pitjor resultat de la seva història, en quedar classificat en el desè lloc de la Sèrie C2.
El 1990, la societat fou comprada per Giovanni Donigaglia, president d'una constructora ferrarenca. En dues temporades, va passar de la C2 a la C1, i després a la Sèrie B, tot i que va tornar a baixar. Després d'alguns intents d'ascens a la Sèrie B i de problemes financers, el 2005 la societat fou declarada en fallida i exclosa del campionat de la Sèrie C1. Es va constituir l'actual Sociedad Polideportiva Ars et Labor (1907), que es va inscriure en el campionat en la Sèrie C2.
L'equip de bàsquet (Basket Club Ferrara) ha guanyat el campionat de Legadue i la temporada 2008/2009 participà en el campionat de sèrie A. En voleibol hi ha l'"Estense 4 Torri", que és l'equip masculí més important.
Altres equips:
- Ferrara Hockey.
- CUS Ferrara Rugby.
- Carife Ferrara Volley.
- Aquile Duchi Ferrara.
- Handball Estense.
- G.S. Ariosto Pallamano Ferrara.
- Accademia di scherma Giancarlo Bernardi.

## Fills il·lustres
- Girolamo Savonarola (21 de setembre 1452 - Florència, 23 de maig del 1498.
- Girolamo Frescobaldi (9 de setembre de 1583 – Roma, 1 de març del 1643).
- Italo Balbo (6 juny 1896 – Tobrouk, 28 juny 1940) fou polític, militar i aviador. Fou secretari d'estat d'aviació i governador de Líbia.
- Michelangelo Antonioni, cineasta (1912 - 2007).
- Diego Marani (1959-....), escriptor i periodista.
- Elena Riccoboni (1686-1771) de soltera Elena Virginia Baletti. Fou una actriu i escriptora.
- Francesco Milleville, pertanyent a la nissaga de músics, Milleville (1565 - aprox. 1639), compositor i organista.

## Ciutats agermanades
Ferrara està agermanada amb 33 poblacions d'arreu del món, 15 de les quals en un gran acte d'agermanament col·lectiu (Patto d'amicizia collettivo) l'any 1998 amb països de l'est d'Europa.
| - Krasnodar, Rússia - Lleida, Catalunya - Saint-Étienne (Loira), França - Swansea, Regne Unit - Koper, Eslovènia - Szombathely, Hongria - Highland Park, Estats Units - Broni, Itàlia - Formia, Itàlia - Lula, Itàlia - San Nicola Manfredi, Itàlia | - Venticano, Itàlia - Damasc, Síria - Gießen, Alemanya - Kaufbeuren, Alemanya - Kallithea, Grècia - Brno, Txèquia - Praga, Txèquia - Sarajevo, Bòsnia i Hercegovina - Buenos Aires, Argentina - Rijeka - Croàcia - Žilina - Eslovàquia | - Tartu - Estònia - Daugavpils - Letònia - Kaunas - Lituània - Baranoviči, Belarús - Sebastòpol - Ucraïna - Soroca - Moldàvia - Craiova - Romania - Dobrič - Bulgària - Novi Sad - Sèrbia - Bítola - Macau - Shkodër - Albània |